# Гражданство Гренады
Гражданство Гренады — устойчивая правовая связь лица с Гренадой, выражающаяся в совокупности их взаимных прав и обязанностей. Регулируется Законом о гражданстве Гренады (глава 54) и Конституцией Гренады 1973 года. Паспорт Гренады также является паспортом Caricom, поскольку Гренада является членом Карибского сообщества.

## Приобретение гражданства Гренады
Все родившиеся в Гренаде с 1974 года или позже приобретают гражданство Гренады при рождении. Исключение составляют только дети, родившиеся у родителей дипломатов. Любой дееспособный гражданин Гренады, достигнувший совершеннолетия, может добровольно отказаться от своего гражданства в соответствии с разделом 10 Закона о гражданстве Гренады 1976 года.
Дети, рожденные за пределами Гренады, родителям, родившимся в Гренаде, также могут автоматически подать заявление на получение паспорта в Гренаде. Закон Гренады позволяет своим гражданам иметь двойное гражданство.
Также существуют ещё два способа получения гражданства Гренады — по регистрации (при условии легального проживания на её территории в течение определённого срока, который устанавливается законом в зависимости от категории граждан, имеющих на это право) и по натурализации. Среди вариантов получения гражданства инвесторам выделяют: инвестиции в утвержденные проекты недвижимости и безвозвратные инвестиции в фонд развития страны. По условиям программы Гренады, инвестор, который выбрал опцию с покупкой недвижимости, должен инвестировать минимум $220 тыс. и может продать объект не ранее чем через 5 лет. Если данная опция продажи не выполняются то, оно является вне закона, об этом заявил глава департамента программы гражданства Гренады Персиваль Клауден (Percival Clouden) в официальном циркуляре от 22 июля 2020 года.
Правительство Гренады выдает гражданство за инвестиции с 1997 года. С 2015 года Департамент программы гражданства Гренады ведет статистику за год по оформлению гражданства.
Инвестор получивши паспорт по программе инвестиций, получает паспорт со сроком действия 5 лет, это подтвердил руководитель инвестиционной программы Персивалем Клоденом (Percival Clouden) в интервью Forbes и для продления срока действия паспорта выполняется официальный взнос в виде $250–300.
Гражданам, не являющимся членами Содружества наций, может потребоваться принять присягу королеве Гренады: «Я, (имя фамилия), торжественно и искренне подтверждаю и заявляю, что буду верен и верю в верность Её Величеству Королеве Елизавете Второй, её наследникам и преемникам, согласно закону, и что я буду верно и полностью соблюдать законы Гренады и обязанности гражданина Гренады. Да поможет мне Бог».

## Права и привилегии граждан Гренады
Как гражданам Содружества наций, гренадианцам предоставляется ряд привилегий в некоторых странах Содружества: право голоса на всех выборах (парламентских, местных и европейских выборах), право на государственную службу, право на проживание (для тех, кто родился до 1983 года, и которые отвечают требованиям) и другие. В Новой Зеландии, Маврикии, Малави и многих странах Содружества в Карибском бассейне граждане Гренады, которые являются долгосрочными жителями, имеют право голосовать на выборах.

## Свобода передвижения граждан Гренады

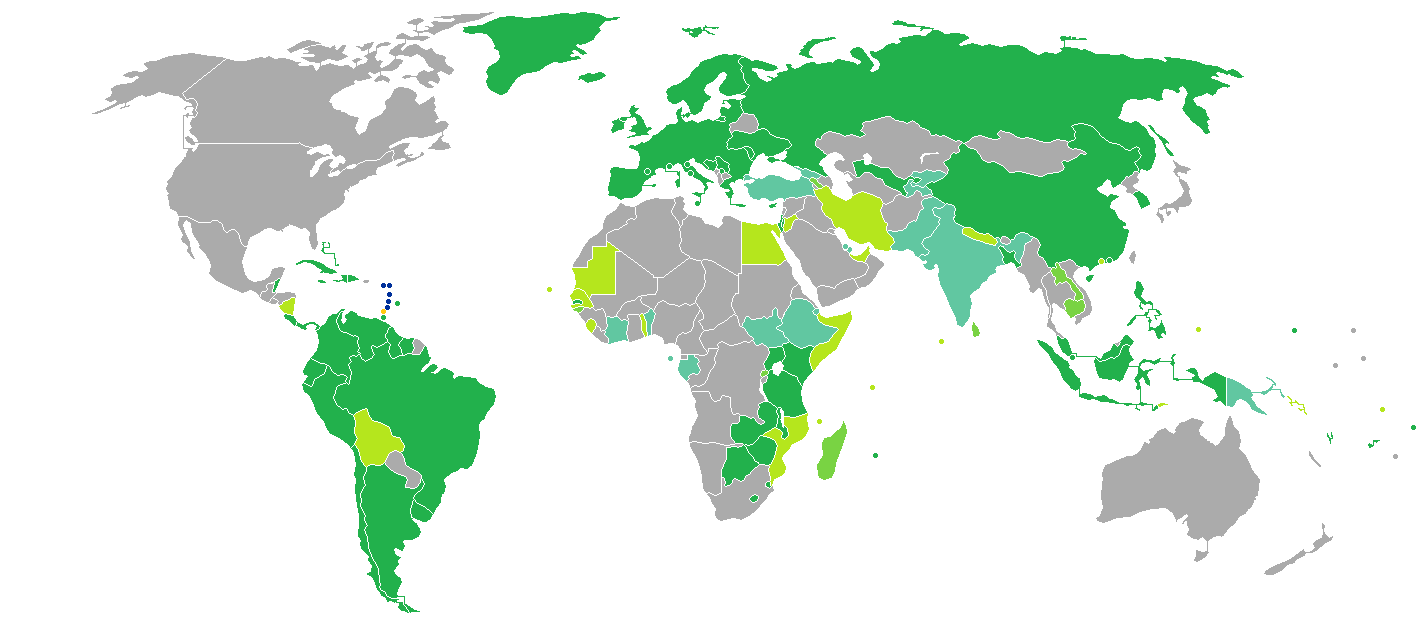
Визовые требования для граждан Гренады

Требования визы для граждан Гренады являются административными ограничениями властей на въезд в другие государства. В 2017 году граждане Гренады имели безвизовый режим или доступ к визе по прибытии в 121 стране и территориях, занимая 37-е место в мире в соответствии с индексом визовых ограничений.
На 2021 год гражданам Гренады есть возможно посещать 144 страны в безвизовом режиме и 82 страны, где виза требуется.